# Eirenis persicus
Eirenis persicus is een slang uit de familie toornslangachtigen (Colubridae) en de onderfamilie Colubrinae.

## Naam en indeling
De wetenschappelijke naam van de soort werd voor het eerst voorgesteld door John Anderson in 1872. Oorspronkelijk werd de wetenschappelijke naam Cyclophis persicus gebruikt. De slang behoorde eerder tot andere geslachten, zoals Contia en Pseudocyclophis.
De soortaanduiding persicus betekent vrij vertaald 'wonend in Perzië'.

### Ondersoorten
De soort wordt verdeeld in twee ondersoorten die onderstaand zijn weergegeven, met de auteur en het verspreidingsgebied.
| Naam                            | Auteur         | Verspreidingsgebied                  |
| ------------------------------- | -------------- | ------------------------------------ |
| Eirenis persicus nigrofasciatus | Nikoslky, 1907 | Iran, Irak                           |
| Eirenis persicus persicus       | Anderson, 1872 | De rest van het verspreidingsgebied. |

## Verspreiding en habitat
Eirenis persicus komt voor in het delen van Midden-Oosten en Azië en leeft in de landen Afghanistan, Armenië, Irak, Iran, Pakistan, Turkmenistan en in Turkije in Anatolië.